# Manon Carpenter
Manon Carpenter (* 11. März 1993 in Caerphilly) ist eine ehemalige walisische Mountainbikerin. Im Jahr 2014 wurde sie Weltmeisterin in der Disziplin Downhill.

## Sportlicher Werdegang
Zum Radsport kam Carpenter durch ihren Vater, einem BMX-Streckenbauer, der auch eine Reihe von Downhill-Rennen in Südwales leitete. Nachdem sie sich auch im BMX und Motocross ausprobiert hatte, konzentrierte sie sich auf den MTB-Downhill. Bereits im Alter von 15 Jahren fuhr sie die ersten internationalen Rennen. Ihren Durchbruch hatte sie im Jahr 2011, als sie Junioren-Weltmeisterin im Downhill wurde und die Gesamtwertung des UCI-Mountainbike-Weltcup der Junioren gewann. Dabei fuhr sie bei den Weltmeisterschaften die insgesamt drittbeste Zeit, mit der sie bereits in der Elite die Bronzemedaille gewonnen hätte. Ihre erste Medaille in der Elite gewann sie dann bereits im Folgejahr, als sie Dritte der Weltmeisterschaften wurde. Am Ende der Saison 2013 stand sie mit Platz 3 erstmals auf dem Podium der Weltcup-Gesamtwertung in der Elite.
Ihre stärkste Saison hatte Carpenter im Jahr 2014: sie gewann drei Rennen und die Gesamtwertung im Downhill-Weltcup und wurde in Hafjell Weltmeisterin und beendete die Saison auf Platz 1 der Weltrangliste Downhill. In den Jahren 2015 und 2016 wurde sie jeweils Zweite in der Weltcup-Wertung, stand aber im Schatten ihrer in den beiden Jahren dominierenden Landsfrau Rachel Atherton. 2015 gewann sie bei den Weltmeisterschaften Silber, im Jahr 2016 in Val di Sole stürzte sie und brach sich das Schlüsselbein.
Nach dem Sturz bei den Weltmeisterschaften fand sie nicht mehr die richtige mentale Einstellung und erklärte mitten in der Saison 2017 mit nur 24 Jahren ihren Rückzug aus dem Profi-Sport. Im Jahr 2020 beendete sie ihr Studium der Geologie, parallel ist sie weiterhin an Projekten mit ihrem letzten Teamsponsor Radon beteiligt.

## Erfolge
2011
- Weltmeisterin (Junioren) – Downhill
- Gesamtwertung UCI-MTB-Weltcup (Junioren) – Downhill

2012
- Weltmeisterschaften – Downhill

2014
- Weltmeisterin – Downhill
- drei Weltcup-Erfolge – Downhill
- Gesamtwertung UCI-MTB-Weltcup – Downhill

2015
- Weltmeisterschaften – Downhill